# محمد عبایی خراسانی
محمد عبایی خراسانی (زادهٔ ۱۳۱۸ در سراب مشهد - درگذشتهٔ ۲۲ مهر ۱۳۸۳) از شاگردان سید روح‌الله خمینی ، از فعالان نهضت اسلامی ایران، نمایندهٔ مجلس خبرگان رهبری در دورهٔ اوّل از استان خراسان، نمایندهٔ خمینی در دفتر تبلیغات قم، امام جماعت موقّت مشهد از سوی سید روح‌الله خمینی، رئیس اسبق و از مؤسسان دفتر تبلیغات اسلامی حوزهٔ علمیهٔ قم، نمایندهٔ مردم مشهد در ششمین دورهٔ مجلس شورای اسلامی، و عضو شورای برنامه‌ریزی دبیرخانهٔ ائمّهٔ جمعه سراسر کشور بود که در پیش از انقلاب نیز در جریان مبارزات با حکومت شاه بارها تبعید و زندانی شد. وی یکی از استعفاکنندگان در جریان تحصن و استعفای جمعی از نمایندگان مجلس ششم بود.